# Mercer County (Ohio)
Mercer County ist ein County im Bundesstaat Ohio der Vereinigten Staaten. Bei der Volkszählung im Jahr 2010 hatte das County 40.814 Einwohner und eine Bevölkerungsdichte von ca. 34 Einwohnern pro Quadratkilometer. Der Verwaltungssitz (County Seat) ist Celina.

## Geographie
Das County liegt im äußersten Westen von Ohio, grenzt an Indiana und hat eine Fläche von 1226 Quadratkilometern, wovon 26 Quadratkilometer Wasserfläche sind. Es grenzt im Uhrzeigersinn an folgende Countys: Van Wert County, Auglaize County, Shelby County, Darke County, Jay County (Indiana) und Adama County (Indiana).

## Geschichte

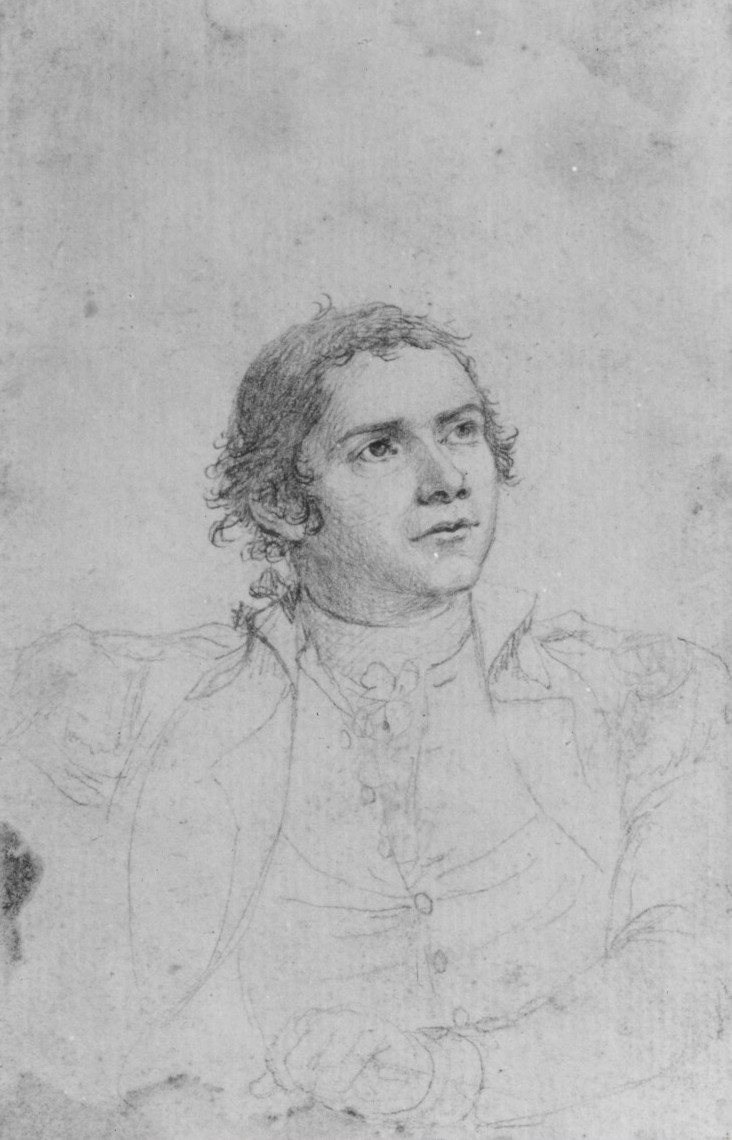
Mercer

Die Schlacht am Wabash River am 4. November 1791 fand auf dem Gebiet des nachmaligen Mercer County statt.
Mercer County wurde am 12. Februar 1820 aus Teilen des Darke County gebildet und 1824 abschließend organisiert. Benannt wurde es nach Hugh Mercer (1726–1777), einem Brigadegeneral der Kontinentalarmee im Amerikanischen Unabhängigkeitskrieg, der bei der Schlacht von Princeton tödlich verletzt wurde.
1837 wurde das Van Wert County dem MC angegliedert. 1839 wurde Celina gegründet und Hauptstadt des Mercer County (vorher war St. Marys, Ohio Hauptstadt gewesen). 1848 wurden noch Gebiete im Süden angegliedert. Als das Auglaize County, Ohio gegründet wurde (14. Februar 1848), erhielt das MC noch weitere Gebiete dazu. Seitdem hat es seine heutige Form.
Mitte bis Ende des 19. Jahrhunderts zogen viele Deutsche in dieses County. Die meisten stammten aus dem Nordwesten des deutschsprachigen Raums und aus Preußen.
29 Bauwerke und Stätten des Countys sind im National Register of Historic Places eingetragen (Stand 11. Mai 2018).

## Demografische Daten

Alterspyramide des Mercer County

Nach der Volkszählung im Jahr 2000 lebten im Mercer County 40.924 Menschen. Davon wohnten 519 Personen in Sammelunterkünften, die anderen Einwohner lebten in 14.756 Haushalten und 11.022 Familien. Die Bevölkerungsdichte betrug 34 Einwohner pro Quadratkilometer. Ethnisch betrachtet setzte sich die Bevölkerung zusammen aus 98,44 Prozent Weißen, 0,10 Prozent Afroamerikanern, 0,26 Prozent amerikanischen Ureinwohnern, 0,29 Prozent Asiaten, 0,02 Prozent Bewohnern aus dem pazifischen Inselraum und 0,34 Prozent aus anderen ethnischen Gruppen; 0,56 Prozent stammten von zwei oder mehr Ethnien ab. 1,15 Prozent der Bevölkerung waren spanischer oder lateinamerikanischer Abstammung.
Von den 14.756 Haushalten hatten 37,1 Prozent Kinder und Jugendliche unter 18 Jahre, die bei ihnen lebten. 64,1 Prozent waren verheiratete, zusammenlebende Paare, 7,4 Prozent waren allein erziehende Mütter, 25,3 Prozent waren keine Familien, 22,7 Prozent waren Singlehaushalte und in 10,8 Prozent lebten Menschen im Alter von 65 Jahren oder darüber. Die Durchschnittshaushaltsgröße betrug 2,74 und die durchschnittliche Familiengröße lag bei 3,24 Personen.
Auf das gesamte County bezogen setzte sich die Bevölkerung zusammen aus 29,6 Prozent Einwohnern unter 18 Jahren, 7,9 Prozent zwischen 18 und 24 Jahren, 26,7 Prozent zwischen 25 und 44 Jahren, 21,2 Prozent zwischen 45 und 64 Jahren und 14,5 Prozent waren 65 Jahre alt oder darüber. Das Durchschnittsalter betrug 36 Jahre. Auf 100 weibliche Personen kamen 99,8 männliche Personen. Auf 100 Frauen im Alter von 18 Jahren oder darüber kamen statistisch 96,2 Männer.
Das jährliche Durchschnittseinkommen eines Haushalts betrug 42.742 USD, das Durchschnittseinkommen der Familien betrug 50.157 USD. Männer hatten ein Durchschnittseinkommen von 35.508 USD, Frauen 22.857 USD. Das Prokopfeinkommen betrug 18.531 USD. 4,6 Prozent der Familien und 6,4 Prozent der Bevölkerung lebten unterhalb der Armutsgrenze. Davon waren 6,9 Prozent Kinder oder Jugendliche unter 18 Jahre und 7,8 Prozent waren Menschen über 65 Jahre.